# Umoja zwarte vrouwenkrant
Umoja zwarte vrouwenkrant, ook wel bekend als Umoja of Zwarte vrouwenkrant, was een feministisch tijdschrift voor en door zwarte vrouwen die in 1985 en 1986 is uitgegeven. Nadat Ans Sarianamual in december 1984 aan Audre Lorde had beloofd in Nederland een krant voor zwarte vrouwen te zullen gaan uitgeven, begon zij in 1985 Umoja uit te geven. De krant behandelde onderwerpen zoals feminisme, racisme en (arbeids)discriminatie en introduceerde in Nederland concepten zoals "Zwart" als politieke term (zie ook (en) political blackness op de Engelstalige Wikipedia) en dekoloniaal denken. De krant bracht intersectioneel denken in de praktijk voordat die term in 1989 door Kimberlé Crenshaw werd geïntroduceerd.
Stichting 'Zwarte Vrouwen & Racisme' Arnhem begon in 1985 met de publicatie van de krant vanuit Arnhem. Het eerste nummer verscheen op 26 januari 1985, de verjaardag van Angela Davis. Het blad werd verspreid via vrouwenboekwinkels en linkse boekenzaken. Enkele makers van de krant waren in 1985 ook betrokken bij het opzetten van een Vrouwenomroep. Umoja kreeg weinig subsidies waardoor de meeste kosten door de makers zelf gedragen werden. In 1986 werden de makers van de krant ernstig bedreigd door extreemrechtse activisten. van Umoja zouden in totaal niet meer dan tien nummers uitgebracht worden. In 2024 bracht Archival Textures alle nummers van Umoja in boekvorm samen onder de titel Republishing: Umoja Zwarte Vrouwenkrant.